# وو هان
وو هان (بالإنجليزية: Wu Han)‏ هي عازفة بيانو أمريكية، ولدت في 19 فبراير 1959.

## وصلات خارجية
- الموقع الرسمي
- وو هان على موقع ميوزك برينز (الإنجليزية)
- وو هان على موقع أول ميوزيك (الإنجليزية)
- وو هان على موقع ديسكوغز (الإنجليزية)